# Manila Digger FC
Der Manila Digger Football Club ist ein philippinischer Fußballverein aus der Hauptstadt Manila. Aktuell spielt der Verein in der höchsten Liga des Landes, der Philippines Football League.

## Geschichte
Der Verein wurde 2018 gegründet. 2023 nahm die Mannschaft am PFL Cup teil. Ab 2024 spielt der Verein in der ersten Liga, der Philippines Football League.